# アルテシア
アルテシア (Artésia) はフランスとイタリア間を結んでいた国際列車のブランド名およびこれを運営していた合弁企業名である。列車の乗務員はフランス側がフランス国鉄、イタリア側がトレニタリアであった。
パリとトリノおよびミラノを結ぶ昼行TGVと、パリとイタリア各地を結ぶ夜行列車（トレンホテル・アルテシア(Trenhotel Artésia)とも称する）を運行していた。2011年12月11日のダイヤ改正で廃止され、TGVはフランス国鉄の直接運営に、夜行列車は新会社のThello社に引き継がれた。

## 歴史

### 夜行
合弁企業としてのアルテシア社は1995年7月に設立された。1996年夏ダイヤ改正からは、以下の4往復のユーロナイトがアルテシアの運営となった。
- パラティーノ(Palatino) :  パリ（リヨン駅） - （フレジュストンネル） - ジェノヴァ - ピサ - ローマ（テルミニ駅）
- ガリレイ(Galilei) : パリ（リヨン駅） - （フレジュストンネル） - ボローニャ - フィレンツェ
- スタンダール(Stendhal) : パリ（リヨン駅） - （フレジュストンネル） - トリノ - ミラノ（中央駅）
- リアルト(Rialto) : パリ（リヨン駅） - （シンプロントンネル） - ヴェローナ - ヴェネツィア（サンタ・ルチーア駅）

1999年3月にはパラティーノとリアルトに新型の豪華寝台車「エクセルシオール(Excelcior)」の連結を始め、2000年中には夜行列車4往復の全てに常時連結されるようになった。
2001年6月10日には、LGV地中海線の開業の影響で、パリにおける夜行アルテシアの発着駅がリヨン駅からベルシー駅に変更された。しかしベルシー駅はリヨン駅と比べ不便なことに加え、格安航空会社の台頭もあり、夜行アルテシアの利用者数は2002年を境に減少に転じた。なお2002年12月15日のダイヤ改正でパラティーノはシンプロントンネル経由に変更されている。
ガリレイは2002年6月16日からローマまで延長されたものの、2004年9月6日に廃止された。さらに12月12日のダイヤ改正ではリアルトも廃止されるとともに、スタンダールは経路が変更された。この結果残った夜行アルテアシア2往復は以下のようになった。
- パラティーノ(Palatino) : パリ - （シンプロントンネル） - フィレンツェ - ローマ
- スタンダール(Stendhal) : パリ - （シンプロントンネル） - ミラノ - トリノ、ヴェネツィア（イタリア行はドモドッソラで分割、パリ行きはミラノで併合）

夜行アルテシアへのエクセルシオール寝台車の連結は2005年12月ダイヤ改正で打ち切られた。またスタンダールのトリノ発着編成は2006年のトリノオリンピック終了後に廃止された。
シンプロントンネル経由の夜行アルテシアスイス国内を経由する（スイス国内は乗降扱いなし）。このため、スイス入国においてビザが必要な国の国民は、スイスがシェンゲン協定に加入するまでスイスのトランジットビザを取得する必要があった。トランジットビザが必要とのトーマスクック ヨーロッパ鉄道時刻表の注記は、2010年12月から削除された。

### 昼行
1996年冬ダイヤ改正（9月29日）では、イタリア乗り入れに対応したTGV Réseau車両によるパリ - ミラノ間の昼行TGV2往復（列車名Alexandre DumasおよびAlessandro Manzoni）が新設された。途中シャンベリ、フレジュストンネル、トリノなどを経由する。この2往復はTGVと同時にユーロシティとしても扱われた。
2000年夏ダイヤ改正ではパリ - ミラノ間のTGVを3往復とすることが計画されていたものの、直前になって中止された。TGVの3往復化は2003年12月14日のダイヤ改正でようやく実現した。なおこのとき代替にリヨン - トリノ、ミラノ間のユーロシティが廃止されている。
その後もパリ - ミラノ間のTGVはフレジュストンネルの工事などの影響で一時的な減便やパリ - トリノ間への短縮などが行われている。2010年12月12日改正（2011年冬ダイヤ）時点における列車は以下の通りであった。
- TGV/EC9241・EC/TGV9248："Alessandro Manzoni"
- TGV/EC9247・EC/TGV9242："Alexandre Dumas" - 2011年トーマスクック ヨーロッパ鉄道時刻表 2010年12月号（2011年冬・春号）に列車番号と愛称名は記載されているが、時刻は掲載されておらず運休中。
- TGV/EC9249・EC/TGV9240："Caravaggio"

## 廃止
2011年12月11日のダイヤ改正をもって、アルテシアによる国際列車の運行は廃止された。
パリ - ミラノ間のTGVはフランス国鉄の直接運営（ただしイタリア国内では現地法人Societá Viaggiatori Italia）となり、ミラノでの発着駅が中央駅からポルタ・ガリバルディ駅に変更された。
パリ - ヴェネツィア間の夜行列車は、トレニタリアとヴェオリア・トランスポールが新たに設立した合弁企業Thelloの運営となった。ただし「スタンダール」という列車名は廃止され、またパリにおける発着駅はリヨン駅に変更された。パリ - ローマ間のパラティーノは廃止されたが、Thello社は2012年半ばに同区間の夜行列車の運行を再開する予定である。